# Liga Adriática de Basquetebol de 2024-25
A Temporada 2024-25 da Liga Adriática de Basquetebol foi a 24ª temporada da competição regional masculina que une clubes da ex-Jugoslávia (Sérvia, Croácia, Bósnia e Herzegovina, Montenegro, Eslovénia e à partir da atual temporada os Emirados Árabes Unidos. O torneio é organizado pela entidade privada ABA Liga Jtd.
A equipe do KK Crvena Zvezda é o atual campeão da competição e juntamente com seu arquirrival, KK Partizan, totalizam 7 títulos cada clube.
Após 23 de setembro de 2021, a equipe passou a receber naming rights de seu patrocinador principal, a competição passou a chamar-se AdmiralBet Aba League.

## Equipes participantes
A Liga Adriática (ABA liga) na atual temporada atual passa por expansão e desta forma o KK Krka que havia sido rebaixado, permanece na elite e são adicionados à competição Spartak Office Shoes (campeão da ABA 2) e o BC Dubai.
| Clube                     | Localização | Arena                           | Capacidade |
| ------------------------- | ----------- | ------------------------------- | ---------- |
| Borac Mozzart             | Čačak       | Pavilhão Borac                  | 4 000      |
| Budućnost VOLI            | Podgorica   | Centro Esportivo Morača         | 4 300      |
| Cedevita Olimpija         | Liubliana   | Arena Stožice                   | 12 480     |
| Cibona Zagreb             | Zagreb      | Dražen Petrović Basketball Hall | 5 400      |
| Crvena Zvezda Meridianbet | Belgrado    | Pavilhão Aleksandar Nikolić     | 5 878      |
| Dubai Basketball          | Dubai       | Coca-Cola Arena                 | 17 000     |
| FMP Soccerbet             | Belgrado    | Železnik Hall                   | 3 000      |
| Igokea M:tel              | Laktaši     | Pavilhão Laktaši                | 3 050      |
| Krka                      | Novo Mesto  | Pavilhão Esportivo Leon Štukelj | 2 500      |
| Mega Superbet             | Belgrado    | Pavilhão Ranko Žeravica         | 5 000      |
| Mornar-Barsko zlato       | Bar         | Pavilhão Topolica               | 2 625      |
| Partizan Mozzart Bet      | Belgrado    | Pavilhão Aleksandar Nikolić     | 5 878      |
| SC Derby                  | Podgorica   | Centro Esportivo Morača         | 4 300      |
| Spartak Office Shoes      | Subotica    | Dudova šuma                     | 3 000      |
| Split                     | Split       | Arena Gripe                     | 3 500      |
| Zadar                     | Zadar       | Pavilhão Krešimir Ćosić         | 7 847      |

fonte:aba-liga.com

## Temporada regular

### Classificação
| Pos. | Clube                     | J  | V  | D  | P+   | P-   | SP   | P  | Classificação |
| ---- | ------------------------- | -- | -- | -- | ---- | ---- | ---- | -- | ------------- |
| 1    | Budućnost VOLI            | 29 | 26 | 3  | 2624 | 2241 | 383  | 55 | Playoffs      |
| 2    | Partizan Mozzart Bet      | 29 | 25 | 4  | 2630 | 2164 | 466  | 54 | Playoffs      |
| 3    | Dubai Basketball          | 29 | 24 | 5  | 2554 | 2249 | 305  | 53 | Playoffs      |
| 4    | Crvena Zvezda Meridianbet | 29 | 22 | 7  | 2578 | 2272 | 306  | 51 | Playoffs      |
| 5    | Igokea M:tel              | 30 | 19 | 11 | 2628 | 2599 | 29   | 49 | Playoffs      |
| 6    | Cedevita Olimpija         | 30 | 19 | 11 | 2545 | 2400 | 145  | 49 | Playoffs      |
| 7    | Spartak Office Shoes      | 30 | 17 | 13 | 2563 | 2467 | 96   | 47 | Playoffs      |
| 8    | Mega Superbet             | 29 | 16 | 13 | 2397 | 2365 | 32   | 45 | Playoffs      |
| 9    | Zadar                     | 30 | 14 | 16 | 2300 | 2282 | 18   | 44 |               |
| 10   | FMP Soccerbet             | 29 | 14 | 15 | 2296 | 2457 | -161 | 43 |               |
| 11   | Borac Mozzart             | 29 | 10 | 19 | 2181 | 2392 | -211 | 39 |               |
| 12   | Split                     | 30 | 9  | 21 | 2308 | 2483 | -175 | 39 |               |
| 13   | SC Derby                  | 29 | 10 | 19 | 2461 | 2562 | -101 | 39 |               |
| 14   | Krka                      | 30 | 5  | 25 | 2457 | 2645 | -188 | 35 |               |
| 15   | Cibona Zagreb             | 30 | 4  | 26 | 2291 | 2666 | -375 | 34 | Repescagem    |
| 16   | Mornar-Barsko zlato       | 30 | 2  | 28 | 2243 | 2812 | -569 | 32 | Rebaixado     |

fonte:aba-liga.com/standings

## Rebaixamento e acesso
- A equipe do Mornar-Barsko zlato que desde a temporada 2016-17 disputava a Liga Adriática, foi rebaixado em virtude de seu desempenho desportivo ao terminar a temporada regular na última posição.[7]

### Confrontos
| Casa\Visitante            | BOR    | BUD    | OLI    | CIB    | CRV    | DUB    | FMP     | IGO     | KRK    | MEG    | MOR    | PAR    | SCD    | SPA    | SPL    | ZAD    |
| ------------------------- | ------ | ------ | ------ | ------ | ------ | ------ | ------- | ------- | ------ | ------ | ------ | ------ | ------ | ------ | ------ | ------ |
| Borac Mozzart             |        | 82-88  | 74-94  | 72-66  | 72-98  | 74-87  | 92-72   | 75-88   | 80-71  | 76-80  | 90-71  | 60-89  | 78-76  | 66-73  | 61-73  | 76-66  |
| Budućnost VOLI            | 86-69  |        | 95-78  | 88-77  | 73-75  | 89-78  | 78-69   | 111-77  | 97-87  | 77-69  | 110-79 | 81-77  | 107-84 | 75-78  | 97-75  | 84-77  |
| Cedevita Olimpija         | 92-56  | 71-91  |        | 96-81  | 74-69  | 84-92  | 91-58   | 85-90   | 84-82  | 93-82  | 114-72 | 71-81  | 100-86 | 91-82  | 76-74  | 80-75  |
| Cibona Zagreb             | 62-89  | 82-96  | 66-75  |        | 81-107 | 74-102 | 85-86   | 85-88   | 74-81  | 83-88  | 82-64  | 59-93  | 75-69  | 72-108 | 72-71  | 69-87  |
| Crvena Zvezda Meridianbet | 105-85 | 89-96  | 92-86  | 88-78  |        | 92-107 | 97-63   | 91-68   | 81-69  | 81-72  | 91-72  | 89-84  | 105-77 | 77-78  | 96-66  | 87-76  |
| Dubai Basketball          | 98-74  | 79-75  | 84-85  | 90-61  | 86-84  |        | 84-61   | 92-81   | 91-76  | 80-83  | 104-66 | 80-72  | 98-86  | 80-79  | 87-82  | 92-68  |
| FMP Soccerbet             | 74-67  | 88-91  | 75-62  | 89-84  | 93-94  | 86-84  |         | 82-102  | 98-89  | 89-87  | 87-72  | 64-91  | 78-55  | 89-88  | 98-91  | 67-83  |
| Igokea M:tel              | 72-79  | 71-76  | 91-78  | 95-84  | 82-92  | 88-97  | 83-70   |         | 95-92  | 90-87  | 101-97 | 80-107 | 105-97 | 87-76  | 92-87  | 94-89  |
| Krka                      | 79-90  | 91-99  | 87-91  | 92-97  | 67-79  | 78-93  | 106-109 | 80-85   |        | 70-80  | 103-90 | 77-79  | 97-91  | 87-89  | 82-73  | 73-81  |
| Mega Superbet             | 98-74  | 93-79  | 72-81  | 88-58  | 76-81  | 66-95  | 83-80   | 64-73   | 87-94  |        | 84-59  | 90-100 | 83-81  | 97-90  | 84-82  | 75-74  |
| Mornar-Barsko zlato       | 90-98  | 51-98  | 82-92  | 92-85  | 69-110 | 71-83  | 76-81   | 79-114  | 78-70  | 83-113 |        | 78-105 | 74-94  | 66-76  | 76-86  | 55-81  |
| Partizan Mozzart Bet      | 96-66  | 90-97  | 78-76  | 113-78 | 85-77  | 82-61  | 90-65   | 100-94  | 96-63  | 89-82  | 89-84  |        | 95-80  | 103-80 | 103-90 | 100-75 |
| SC Derby                  | 90-80  | 99-105 | 84-107 | 101-86 | 81-89  | 86-87  | 82-76   | 111-109 | 101-90 | 77-82  | 99-91  | 60-80  |        | 84-76  | 102-89 | 86-62  |
| Spartak Office Shoes      | 89-80  | 82-86  | 99-90  | 88-84  | 87-94  | 84-90  | 93-86   | 86-75   | 102-83 | 110-86 | 85-64  | 80-89  | 79-89  |        | 82-79  | 87-71  |
| Split                     | 70-59  | 48-83  | 69-75  | 88-82  | 85-78  | 74-81  | 72-85   | 74-79   | 83-78  | 90-80  | 87-73  | 64-81  | 88-85  | 71-91  |        | 73-77  |
| Zadar                     | 89-67  | 55-91  | 81-73  | 82-69  | 77-84  | 63-71  | 99-71   | 76-79   | 72-63  | 65-68  | 100-69 | 71-75  | 71-58  | 76-66  | 81-80  |        |

fonte:aba-liga.com/calendar

## Repescagem
A equipe do Cibona Zagreb que finalizou a temporada regular como 15º colocado busca no confronto contra o Ilirija a oportunidade de manter-se na divisão mais alta. Porém após ser derrotado em Zagreb e em Liubliana, juntou-se a Mornar-Barsko zlato no rebaixamento para a Druga Liga (segunda divisão).
| Time 1        | Série | Time 2  | 1º Jogo | 2º Jogo | 3º Jogo |
| ------------- | ----- | ------- | ------- | ------- | ------- |
| Cibona Zagreb | 0 - 2 | Ilirija | 88 - 93 | 66 - 83 |         |

## Playoffs

### Quartas de finais
| Time 1                    | Série | Time 2               | 1º Jogo  | 2º Jogo | 3º Jogo |
| ------------------------- | ----- | -------------------- | -------- | ------- | ------- |
| Budućnost VOLI            | 2 - 0 | Mega Superbet        | 96 - 80  | 92 - 87 | -       |
| Crvena Zvezda Meridianbet | 2 - 0 | Igokea M:tel         | 87 - 77  | 95 - 90 | -       |
| Partizan Mozzart Bet      | 2 - 0 | Spartak Office Shoes | 100 - 75 | 82 - 75 | -       |
| Dubai Basketball          | 2 - 1 | Cedevita Olimpija    | 86 - 85  | 89 - 94 | 85 - 76 |

### Semifinais
| Time 1               | Série | Time 2                    | 1º Jogo  | 2º Jogo  | 3º Jogo  |
| -------------------- | ----- | ------------------------- | -------- | -------- | -------- |
| Budućnost VOLI       | 2 - 1 | Crvena Zvezda Meridianbet | 104 - 70 | 81 - 100 | 81 - 78  |
| Partizan Mozzart Bet | 2 - 1 | Dubai Basketball          | 102 - 72 | 95 - 100 | 114 - 97 |

### Finais
| Time 1         | Série | Time 2               | 1º Jogo | 2º Jogo | 3º Jogo | 4º Jogo | 5º Jogo |
| -------------- | ----- | -------------------- | ------- | ------- | ------- | ------- | ------- |
| Budućnost VOLI | 1 - 3 | Partizan Mozzart Bet | 88 - 94 | 84 - 73 | 67 - 83 | 75 - 90 |         |

## Premiações
| ABA Liga 2024-25 Campeões      |
| ------------------------------ |
| Partizan Mozzart Bet 8º título |

## Clubes da liga adriática em competições europeias
| Clube             | Competição        | TR | TR | PO | PO | Resultado                                                                 |
| Clube             | Competição        | V  | D  | V  | D  | Resultado                                                                 |
| ----------------- | ----------------- | -- | -- | -- | -- | ------------------------------------------------------------------------- |
| Crvena Zvezda     | EuroLiga          | 18 | 16 | -  | -  | Classificado - como 10º colocado na temporada regular                     |
| Crvena Zvezda     | EuroLiga          | -  | -  | 0  | 1  | Eliminado - na 1ª rodada de Playins contra FC Bayern München (93-97)      |
| Partizan          | EuroLiga          | 16 | 18 | -  | -  | Eliminado - como 12º colocado na temporada regular                        |
| Cedevita Olimpija | EuroCopa          | 10 | 8  | -  | -  | Classificado - como 4º colocado no Gr. B na temporada regular             |
| Cedevita Olimpija | EuroCopa          | -  | -  | 1  | 0  | Classificado - nas oitavas de final ao eliminar Beşiktaş (96-86)          |
| Cedevita Olimpija | EuroCopa          | -  | -  | 0  | 1  | Eliminado - derrotado nas Quartas de finais por Bahçeşehir Koleji (81-85) |
| Budućnost         | EuroCopa          | 9  | 9  | -  | -  | Classificado - como 6º colocado no Gr. A na temporada regular             |
| Budućnost         | EuroCopa          | -  | -  | 0  | 1  | Eliminado - nas oitavas de finais para Türk Telekom Ankara                |
| Igokea            | Liga dos Campeões | 2  | 4  | -  | -  | Eliminado - temporada regular como 4º colocado no Gr.A                    |
| FMP               | Liga dos Campeões | 1  | 5  | -  | -  | Eliminado - temporada regular como 4º colocado no Gr.H                    |
| Spartak           | Liga dos Campeões | -  | -  | 0  | 1  | Eliminado - Fase classificatória para BC Juventus (84-87)                 |